# Asz-Sziha
Asz-Sziha (arab. الشيحة) – miejscowość w Syrii, w muhafazie Hama. W 2004 roku liczyła 1101 mieszkańców.